# Август Мункель
Август Мункель (англ. Karl August Ludwig Munckel; 23 січня 1837, Пижице — 10 квітня 1903, Берлін) — німецький політичний діяч і юрист.
Вже в 15-річному віці вступив до Берлінського університету, де протягом трьох років вивчав право. У 1855 році мав ранг аускулатора, в 1857 році — рефендара і в 1860 році — герихтасессора. З 1864 року був адвокатом, і нотаріусом в Берліні. Мав репутацію талановитого адвоката, звернув на себе увагу захистом у кількох політичних процесах, особливо в процесі графа Арніма.
У 1881 році був обраний членом рейхстагу і залишався в ньому до кінця життя, з 1882 року був також депутатом у прусському ландтазі від Берліна, де теж мав крісло до кінця життя. З 1888 і до кінця життя був одночасно депутатом Бранденбурзького ландтагу. З 1882 по 1894 рік головою берлінського району Шарлоттенбург, з 1896 року і до кінця життя був членом міської ради Берліна. Належав до прогресистської партії, яка перетворилась у 1884 році в вільнодумну; після її розпаду в 1893 році залишився в її лівому крилі, «вільнодумної народної партії». Виступав в рейхстазі і ландтазі переважно з юридичних питань; так, в 1887 році вніс проекти компенсації невинно засудженим та передачі політичних справ у відання суду присяжних.